# Anomiidae
Gli Anomiidae Rafinesque, 1815 sono una famiglia di molluschi bivalvi, appartenente all'ordine Ostreoida.

## Tassonomia

### Generi
- Anomia Linnaeus, 1758
- Heteranomia
- Isomonia Dautzenberg & Fischer, 1896
- Monia Gray, 1850
- Pododesmus Philippi, 1837